# Eretum
(Strabone, V, 3, 1)
Eretum (Ērētŭm) fu una città del Latium vetus, che sorgeva lungo il percorso dell'antica via Salaria, in prossimità dell'incrocio con la via Nomentana, nella valle del Tevere.

## Fonti antiche
Virgilio nell'Eneide la menziona tra le città sabine alleate contro Enea. Per la sua posizione di confine ebbe frequenti conflitti con i Romani: sotto i re di Roma Tullo Ostilio Tarquinio Prisco e Tarquinio il Superbo.
I conflitti tra Romani e Sabini continuarono nei primi tempi dell'età repubblicana: nel 503 a.C., prevalsero i Romani guidati dai consoli Agrippa Menenio Lanato e Publio Postumio Tuberto, e nel 458 a.C..
La città rimase indipendente fino al IV secolo a.C. e in seguito decadde, rimanendo probabilmente dipendente dal centro di Nomentum. Il toponimo è ancora utilizzato negli itinerari (Itinerario antonino e Tabula Peutingeriana) fino al IV secolo d.C.

## Resti archeologici
| Mappa del Latium vetus |
| --- |
| Carseoli Nersae Cameria Eretum Feronia Ceri Alsium Caere Orvinium Cures Capena Ferentinum Frusino Anagnia Vitellia Albalonga Laurentum Lavinium Bovillae Aricia Lanuvium Velitrae Signia Artena Tolerium Bolae Pedum Labicum Nomentum Crustumerium Careiae Fregenae Ostia Varia Empulum Tibur Praeneste Gabii Tusculum Fidenae Veii Antemnae Roma Latium adiectum Etruria |

La posizione della città è stata a lungo oggetto di discussione (attribuzioni sono fatte con la località di "Grotta Marozza" nel comune di Monterotondo).
I resti dell'abitato sono stati identificati da ricerche del CNR sulla collina di Casacotta nel territorio comunale di Montelibretti e si riferiscono ad un centro fiorito tra l'VIII e il VI secolo a.C., privo di strutture difensive.
Alla città doveva anche appartenere la necropoli sabina di Colle del Forno, scoperta negli anni settanta, con tombe a camera scavate nella roccia e dotate di corridoi di accesso (dromoi) e con loculi per le deposizioni nelle pareti, che hanno restituito ricchi corredi.
Nel III secolo a.C. la necropoli venne abbandonata ed utilizzata per lavori agricoli, che provocarono il crollo delle tombe. Fu effettuato un rito di desacralizzazione sacrificando numerosi animali, anfore di vino e vasetti con unguenti, che vennero sotterrati in una grande buca nel terreno.
Gli scavi recenti, condotti dal CNR, hanno riportato in luce la cosiddetta "tomba del re", della seconda metà del VI secolo, di grandi dimensioni e articolata in tre camere, ha restituito i resti di un carro, in origine in legno con decorazioni in bronzo e in ferro, un trono in terracotta e quattro calderoni in bronzo. Il defunto era stato sepolto con il rito dell'incinerazione e con uno scettro e un lituo il bastone ricurvo sacerdotale, utilizzato dagli auguri: il ritrovamento getta nuova luce sulla figura del re-sacerdote nella Sabina arcaica.